# Anne-Marie Imbrecq
Anne-Marie-Jeanne Imbrecq (Parigi, 18 giugno 1911 – Bagneux, 28 novembre 2005) è stata un'aviatrice francese.

## Biografia
Era figlia dell'avvocato parigino Joseph Imbrecq specializzato in diritto del trasporto.
Diplomata infermiera entrò nella Croce Rossa nel 1932 e, in seguito, nell'Armée de l'air. Fu pilota militare e civile, detentrice del brevetto di volo turistico (1932) del brevetto di paracadutista (1936) e del brevetto come pilota da trasporto (1937).

### Pilota della Croce Rossa e dell'Armée de l'air (1939-1946)
Si arruolò tra le prime volontarie nel 1939; fu inizialmente adibita ai servizi sanitari a Mérignac, quindi fu incaricata di costituire i servizi sociali dell'aviazione a Bordeaux. Nel 1940 fu inviata in Scandinavia. Fu quindi assegnata all'AFN (Armée de l'air in Africa del Nord) ad Algeri, dove avrebbe dovuto contribuire a fondare un servizio di trasporto aereo. Quando la Tunisia fu occupata, entrò a far parte del Corpo francese d'Africa come infermiera e soccorritrice. Partecipò alla Campagna di Corsica , sempre come soccorritrice. Tornò in Francia dopo la Liberazione e – come le altre aviatrici coinvolte nell'iniziativa di Charles Tillon durante il governo De Gaulle per formare una squadra dI donne – fu inviata per l'addestramento alla base di Châteauroux dove ottenne il brevetto di pilota da trasporto e quello di pilota di caccia (brevetto D).
Le fu assegnata la Medaglia della Resistenza per il servizio svolto dal 1939 fino al 1945 come pilota sia militare che della Croce Rossa.
Dopo la fine dell'incarico di Charles Tillon come ministro dell'aria (ministre de l'air) le aviatrici della squadra da lui voluta furono riassegnate ad altri incarichi. La Imbrecq fu utilizzata come addetto stampa del ministero della Difesa francese.